# ミマース
ミマース（古希: Μίμας, Mimās）は、ギリシア神話に登場する巨人族（ギガースたち）、あるいは人物である。長母音を省略してミマスとも表記される。主に、
- ギガースの1人
- アイオロスの子
- アミュコスの子

のほか数人が知られている。以下に説明する。
土星の第1衛星ミマスのエポニムである。

## ギガースの1人
このミマースは、巨人族のギガースたち（ギガンテス）の一人である。ギガントマキアーにおいてヘーパイストスと戦ったが、燃えたぎる溶鉱を投げつけられて殺されたとも、アレースに殺されたともいわれる。
死んではおらず、ヴェスヴィオ火山の下敷きとなり炎を吐き続けているともいわれる。
また、土星の衛星、ミマスにもその名が付けられている。

## アイオロスの子
このミマースは、ヘレーンの子のアイオロスの子で、ヒッポテースの父である。アイオリス地方の王。子のヒッポテースはメラニッペーとの間にアイオロスをもうけ、アイオロスの娘アルネーはポセイドーンとの間にボイオートスとアイオロスを生んだという。

## アミュコスの子
このミマースは、トロイア人のアミュコスとテアーノーの子である。ヘカベーがパリスを産んだのと同じ夜に生まれたとされる。トロイア戦争後、アイネイアースに従ってイタリアに赴いたが、メーゼンテウスとの戦いで死んだ。

## その他のミマース
- 幼いペリアースを追放した人物[5]。
- ベブリュクス人の王アミュコスの部下[6]。